# ایرپورت رایدج، تاکورادی
ایرپورت رایدج، تاکورادی (به لاتین: Airport Ridge, Takoradi) یک منطقهٔ مسکونی در غنا است که در منطقه غربی (غنا) واقع شده‌است.